# 892 (numero)
Ottocentonovantadue (892) è il numero naturale dopo l'891 e prima dell'893.

## Proprietà matematiche
- È un numero pari.
- È un numero composto con 6 divisori: 1, 2, 4, 223, 446, 892. Poiché la somma dei suoi divisori (escluso il numero stesso) è 676 < 892, è un numero difettivo.
- È un numero nontotiente (per cui la equazione φ(x) = n non ha soluzione).
- È un numero palindromo e un numero ondulante nel sistema posizionale a base 27 (161).
- È un numero intoccabile.
- È un numero odioso.
- È un numero congruente.
- È parte delle terne pitagoriche  (669, 892, 1115), (892, 49725, 49733), (892, 99546, 99460), (892, 198915, 198917).

## Astronomia
- 892 Seeligeria è un asteroide della fascia principale del sistema solare.
- NGC 892 è un galassia spirale della costellazione della Balena.

## Astronautica
- Cosmos 892 è un satellite artificiale russo.